# Лучше не бывает
«Лу́чше не быва́ет» (англ. As Good as It Gets) — романтическая трагикомедия 1997 года режиссёра Джеймса Брукса. Сценарий фильма написан Марком Эндрюсом и Джеймсом Бруксом.
Актёры, исполнившие главные роли в фильме, — Джек Николсон и Хелен Хант — получили от Американской киноакадемии статуэтку «Оскар» в номинациях «Лучшая мужская роль» и «Лучшая женская роль» соответственно, а также множество престижных наград на международных кинофестивалях.
В списке «500 величайших фильмов всех времён», составленном журналом Empire — «Лучше не бывает» занимает 140-ю позицию.

## Сюжет
Фильм о Мелвине Юделле (Джек Николсон), вспыльчивом писателе, страдающем синдромом навязчивых состояний (обсессивно-компульсивное расстройство), который из-за своих болезненных состояний вынужден замкнуться в мире, ограниченном его домом с роялем, на котором он играет для себя, и книгами, которые он пишет для многочисленных почитателей его таланта.
Мелвин успешный писатель (пишет романы о любви), богатый одиночка, он живёт в дорогом престижном доме в центре Нью-Йорка, на Манхэттене. Но ему очень трудно даётся общение с людьми в связи с его болезнью. Из-за болезни он не всегда может контролировать свои импульсивные поступки (так, он впадает в ярость, увидев, как в коридоре собачка соседа справляет нужду прямо напротив его квартиры и в порыве гнева он хватает собачку и выбрасывает её в мусоропровод).
Его поведение состоит из вынужденных ритуальных действий, продиктованных навязчивой болезнью, боязнью микробов, а также силой привычек. Иногда его привычки приводят к конфликту с незнакомой реальностью, и тогда он нервничает и грубит окружающим, и за это его ругают, зовут полицию, выгоняют из ресторана под аплодисменты посторонних людей, которые ничего не знают о его болезни. Поэтому он вынужден отступать и уходить от людей.
Из-за очень странного поведения, а также из-за мизантропии и гомофобии, Мелвина не любят и соседи по дому на Манхэттене, а также другие люди, с кем он вынужден общаться. Болезнь вынуждает его ограничивать круг общения. Он каждый день обедает в одном и том же ресторане, за одним и тем же столиком, используя только одноразовую посуду, которую он приносит с собой из-за своей патологической боязни микробов. Одинокий и непонятый больной человек, он заполняет свою жизнь творчеством в уюте своего дома: играет на рояле и продолжает сочинять романы о любви.
Находясь под наблюдением психотерапевта, Мелвин должен принимать прописанные ему таблетки, помогающие освободиться от болезненной навязчивой зависимости от импульсивных поступков и улучшить поведение больного. Тем не менее он отрицает пользу таблеток и не принимает их, в связи с этим болезнь не отступает, и он не способен контролировать себя в общении с людьми. Он находит успокоение лишь в уюте привычной обстановки своей квартиры, когда пишет романы, или когда играет на рояле в полном одиночестве. Его талант признают читатели и критики. Издательство высоко ценит его романы и высокие прибыли от изданий его книг, но сам Мелвин при этом глубоко несчастлив. 

Кэрол Коннелли (Хелен Хант), Мелвин Юделл (Джек Николсон) и Саймон Бишоп (Грег Киннир)

Он проявляет интерес лишь к Кэрол Коннелли (Хелен Хант) единственной официантке в ресторане, способной выносить его странное поведение, и, несмотря на свой сложный характер, Мелвин сумел стать её другом. Кэрол, уже немолодая мать-одиночка, и её тяжело больной сын живут в бедном районе Бруклина в комнатке, которую для Кэрол с сыном предоставила её пожилая мать, также мать-одиночка. Кэрол беззаветно любит своего 9-летнего сына Спенсера, который тяжело болен астмой с аллергическими осложнениями и частыми приступами удушья, из-за которых Кэрол вынуждена отвозить его в больницу по 5—6 раз в месяц. При этом, каждый раз визит в больницу помогает лишь ненадолго, приступы удушья повторяются снова и снова, и Кэрол вынуждена быть рядом с сыном, чтобы снова спасти его, заметив очередной приступ болезни. Из-за хронической болезни Спенсер часто пропускает школу, ослаблен физически и не может играть с другими мальчишками в футбол. Кэрол в отчаянии от бедности, от невозможности вылечить сына, от её нищенских заработков, на которые невозможно нормально жить. Измученная неразрешимыми проблемами, она часто теряет самообладание, грубит и впадает в истерику. Её умудренная жизнью мать видит, как страдает Кэрол в таких непреодолимых обстоятельствах, но и она не может ничего изменить, а лишь старается хоть ненадолго успокоить свою дочь и внука.
Молодой мужчина приходит к Кэрол и остаётся в её комнате. Во время свидания, в надежде на счастье дочери, её мать следит за больным внуком, пригласив того в свою комнату. Спенсер любит мать и понимает, как важно для неё наладить личную жизнь. Тем не менее Кэрол даже во время свидания с любовником не забывает про сына. Когда бойфренд начинает страстно обнимать и целовать Кэрол, она вдруг слышит, как у её сына начинается приступ рвоты. Оттолкнув любовника, Кэрол подбегает к сыну и помогает ему освободиться от рвоты, обнимает и успокаивает больного мальчика. Мать тоже успокаивает Кэрол и уговаривает её вернуться в свою комнату, где её ждет мужчина. Кэрол поспешно возвращается к нему и обнимает его, но оставшаяся на ней липкая рвота сына вызывает отвращение мужчины, и тот с недовольной гримасой встаёт и уходит от Кэрол, явно навсегда.
Соседа Мелвина, художника-гея Саймона Бишопа (Грег Киннир), жестоко избили хулиганы, и он попал в больницу. В больнице Саймон узнаёт, что Мелвин выбросил его собачку в мусоропровод и приходит от этого в ужас. Гей-партнёр Саймона, темпераментный афроамериканец (Кьюба Гудинг), очень строго объясняет Мелвину его вину перед соседом и его собачкой по имени Верделл. Мелвину поневоле приходится взять на себя заботу о собачке соседа. При этом уход за собакой Мелвину, из-за множества проблем с собственным здоровьем, поначалу нежелателен и неприятен. Тем не менее постепенно он эмоционально привязывается к брюссельскому гриффону и даже сочиняет песню, посвящённую собачке, которую он с настроением поёт дома, аккомпанируя себе на рояле. Собачка отвечает ему взаимностью и перенимает некоторые особенности его поведения — даже начинает переступать лапами через щели в тротуаре.
Заметив, что поведение Мелвина в ресторане стало получше, Кэрол обращает на него больше внимания. Мелвин чувствует благотворное влияние такого внимания Кэрол на своё настроение и здоровье. Однажды Мелвин узнаёт, что Кэрол ушла из ресторана и нашла работу поближе к Бруклину, чтобы проводить больше времени со своим больным сыном. Не способный общаться ни с кем, кроме Кэрол, Мелвин находит для её сына самого лучшего доктора и оплачивает за неё все медицинские расходы, связанные с болезнью сына, только для того, чтобы Кэрол вернулась в его любимый ресторан и всё осталось по-прежнему. И однажды, возвращаясь домой по своей улице, Кэрол замечает у своего входа необычный для бедного района, заставленного дешёвыми старенькими авто и мусорными баками, солидный чёрный «кадиллак» с номерами МД — доктор медицины. В ужасе она врывается в квартиру и панически кричит на доктора, что она не хочет знать его имя, а хочет знать, что случилось с её сыном.
Доктор Лиддел, авторитетный специалист, спокойно и подробно разбирается в ситуации с сыном, набирает в две пробирки его кровь для анализа и поручает специально вызванной медсестре срочно передать пробирки в лабораторию и дать ему результат анализов в этот же день. Опытный доктор внимательно изучает многочисленные справки и выписки о болезни Спенсера и замечает, что мальчика в местной больнице лечили неправильно. 
Кэрол в гневе взрывается нецензурными ругательствами в адрес бесполезной больницы, на что доктор невозмутимо и уверенно объясняет Кэрол, что он сделает всё, чтобы её сын поправился. На вопрос Кэрол о стоимости лечения доктор отвечает, что это лечение стоит очень дорого. Кэрол и её мать явно огорчены, но доктор успокаивает их: Мелвин оплачивает все расходы. Доктор вручает Кэрол свою бизнес-карточку с домашним телефоном и подтверждает, что здоровье её сына теперь будет намного лучше. Кэрол и её мать всё ещё не верят, что такое возможно. Ошеломлённая Кэрол предлагает доктору стакан воды или кофе, или женские услуги, но доктор сдержанно улыбается, вежливо прощается и уходит.
Кэрол вскоре видит, что её сыну стало намного лучше. Несмотря на это, она относится к помощи Мелвина с непониманием и плохо сдерживаемым подозрением. Мать Кэрол понимает, как им повезло, но дочь не всегда понимает свою мать. Кэрол мучительно борется со своими эмоциями и вошедшей в привычку подозрительностью. Она внезапно импульсивно приезжает к Мелвину посреди ночи и кричит, что ни за что не будет спать с ним. На это взволнованный Мелвин отвечает, что он лишь хочет, чтобы она вернулась в ресторан и всё стало на свои места, как прежде.
Выписавшись из больницы, избитый художник Саймон обнаруживает, что его собачка теперь больше любит Мелвина, чем его самого. Это сильно огорчает Саймона и усиливает его творческий кризис. К тому же Саймон накопил долги, он не имеет медицинской страховки, а также подлежит выселению из съёмной квартиры из-за неуплаты. По совету друзей он решается на поездку в Балтимор к своим родителям, чтобы просить у них денег. Впрочем, пока рука Саймона в гипсе, для безопасной поездки ему необходим Мелвин в качестве водителя. Мелвин неохотно соглашается на это путешествие и приглашает Кэрол составить им компанию. Кэрол охвачена сомнениями, и лишь по совету своей матери с неохотой принимает предложение. Она стесняется своей бедности и отсутствия хорошей одежды для посещения престижного клубного ресторана, куда её обещает пригласить Мелвин. Кэрол берёт с собой ярко-красное домашнее платье, которое совсем не подходит для ужина в приличном обществе, но это единственная пока не сильно заношенная часть её скудного гардероба, который весь уместился в небольшую дорожную сумку.
Мелвин очень тщательно готовится к путешествию. Он жертвует своим удобством, чтобы освободить как можно больше пространства для максимального комфорта Кэрол во время многочасовой поездки. Кэрол ценит такой поступок и благодарит Мелвина. Она также подбадривает Саймона, и отношения всех троих начинают развиваться в лучшую сторону. Мелвин включает заранее подобранную музыку из своей коллекции, и Кэрол говорит, что ей это нравится.
Через несколько часов трое успешно завершают поездку из Нью Йорка в Балтимор и останавливаются в отеле на берегу океана с видом на воду и роскошный яхт-клуб. Мелвин заранее забронировал два номера люкс: в одном номере размещаются вдвоём Мелвин и Саймон, а другой, как и обещал Мелвин, предоставлен для Кэрол. 
Пока Саймон занимается решением своих проблем с родителями, Кэрол звонит домой, и сын рассказывает ей, что он играл в футбол и забил гол. Кэрол очень рада и счастлива.
Мелвин, как и обещал, приглашает Кэрол в ресторан, на что та охотно соглашается и надевает своё яркое красное платье. На входе в ресторан их встречает солидный администратор и объявляет Мелвину, что дресс-код обязывает быть одетым в соответствии с правилами этого дорогого заведения и предлагает Мелвину надеть напрокат вечерний пиджак и галстук, которые в таких случаях ресторан одалживает неправильно одетым гостям. Учтиво не замечая кричащее красное платье Кэрол, администратор протягивает Мелвину одежду, но тот отказывается, сомневаясь в чистоте уже поношенных кем-то вещей. Кэрол, пытаясь уговорить Мелвина, говорит, что эта одежда наверняка свежая из химчистки, но администратор честно признаётся, что это не так. Тогда Мелвин, желая сделать вечер приятным для Кэрол, быстро покупает новую одежду, переодевается, и с прекрасным настроением и счастливой улыбкой на лице вскоре возвращается в ресторан.
Кэрол уже пьёт коктейль в баре. Увидев Мелвина, она выходит ему навстречу, игриво пританцовывая при этом, но тем самым привлекает внимание других посетителей своим ярким красным платьем и одновременно приводит Мелвина в смущение. Они занимают заранее забронированный столик, и Мелвин заказывает ужин. Он робко обращается к Кэрол с благодарностью за то, что именно ради неё он стал слушаться доктора и принимать прописанные лекарства, чтобы его поведение стало лучше. Кэрол воспринимает его слова как комплимент. Но Кэрол уже слегка пьяна и начинает приставать к Мелвину с намёками, которые он не совсем понимает. Мелвин допускает себе отпустить реплику про Саймона (в чем потом извиняется), и внезапно её настроение быстро и резко изменяется — она грубо и зло оскорбляет Мелвина и уходит в отель.
В отеле Кэрол в приступе гнева выбрасывает все вещи Мелвина из его с Саймоном номера и переселяется на ночь вместе с Саймоном. Принимая ванну в номере Саймона, Кэрол привлекает его внимание своей красивой фигурой. Саймон говорит ей комплименты и робко просит Кэрол разрешить ему рисовать ее обнажённой. Кэрол соглашается. Саймон делает несколько рисунков обнажённой Кэрол, которая позирует и очень польщена вниманием художника. Вернувшись из ресторана, расстроенный Мелвин видит Кэрол в номере с Саймоном. Взаимное уважение Кэрол и Саймона удивляет Мелвина. Кэрол кричит на Мелвина, что ей больше нравится внимание художника, чем секс с Мелвином. На Мелвина очень негативно воздействует такое переменчивое и до странности нервозное состояние Кэрол, и он уходит. Он в отчаянии от того, что не смог полностью преодолеть мешающую ему болезнь и не сумел признаться Кэрол в любви.
По возвращении в Нью-Йорк Кэрол заявляет Мелвину, что больше никогда не хочет его видеть. Тем не менее впоследствии она раскаивается в своих словах и извиняется. 
Отношения Кэрол и Мелвина остаются сложными. Саймон, который временно из-за безденежья переехал к Мелвину, убеждает его поехать к Кэрол домой в Бруклин и признаться в своей любви. Мелвин приезжает к Кэрол в 4 часа утра, как и она когда-то пришла к нему. Кэрол не уверена в том, что ей нужен именно Мелвин. Мать Кэрол объясняет дочери, что она мечтает о том, чего не бывает, что пора оставить иллюзии. Впрочем, Кэрол ещё не вполне осознаёт, что встретила хорошего человека и, заметив неуверенные шаги Мелвина во время его попытки признаться в любви, она резко перебивает его по старой привычке. Тем не менее Мелвин уверенно останавливает её возражения нежными объятиями и поцелуями. Его доброе чувство передаётся Кэрол, и они приходят к взаимному согласию.
После объятий и поцелуев, Мелвин и Кэрол вместе идут по освещённой ночными огнями улице Нью-Йорка и подходят к ночному кафе. Мелвин замечает, что он, почти не глядя под ноги, легко и уверенно шагает рядом с Кэрол, а значит болезнь, которая навязчиво контролировала каждый его шаг, теперь отступила. Он легко переступает ранее непреодолимые преграды на его пути, потому что он рядом с любимой. Они вдвоём заходят в кафе, которое в этот момент зажигает все огни, и это яркое освещение символизирует новое состояние отношений между мужчиной и женщиной — теперь им ясно, что они сами создают своё счастье.

## В ролях
| Актёр          | Роль                        |
| -------------- | --------------------------- |
| Джек Николсон  | Мелвин Юделл писатель       |
| Хелен Хант     | Кэрол Коннелли официантка   |
| Грег Киннир    | Саймон Бишоп художник       |
| Кьюба Гудинг   | Фрэнк Сакс друг художника   |
| Скит Ульрих    | Винсент Лопиано             |
| Ширли Найт     | Беверли Коннелли мать Кэрол |
| Ярдли Смит     | Джеки Симпсон               |
| Люпе Онтиверос | Нора Мэннинг                |
| Гарольд Рамис  | доктор Беттес               |

## Создание фильма
Рабочий период съёмок длился с сентября 1996 года по июнь 1997 года. Съёмки проходили в основном в Калифорнии — в Лос-Анджелесе, Калвер-Сити и Лонг-Бич. Дополнительно несколько сцен сняты в Нью-Йорке и Нью-Джерси. Оформление и костюмы персонажей, а также подготовку съёмочных площадок киностудия осуществила своими средствами.
На роли Мелвина Юделла и Кэрол Коннелли пробовались Джон Траволта и Холли Хантер соответственно. Роль художника-гея Саймона Бишопа изначально предлагали музыканту Майклу Стайпу, лидеру рок-группы R.E.M.. Прочитав сценарий, Майкл, всю жизнь мечтавший о кино, отказался сниматься в роли гомосексуала. Впрочем, через несколько лет, в мае 2001 года в интервью журналу Time Стайп сделал признание о том, что является бисексуалом.
В одной из сцен фильма собака начинает переступать лапами через щели в тротуаре. Создатели фильма добились этого, ставя препятствия на щели между плитами. Позже препятствия были удалены в ходе пост обработки. Собака Верделл была сыграна шестью разными брюссельскими гриффонами: Таймером, Спрутом, Дебби, Билли, Парфе и Джилл.
Ширли Найт, сыгравшая в фильме Беверли Коннелли, предложила свою роль известной актрисе и защитнице прав животных Бетти Уайт, но та, узнав, что в фильме с собакой будут плохо обходиться, отказалась.
В 1998 году, на 70-й церемонии вручения премии «Оскар», после того, как было объявлено имя победителя в номинации «Лучшая мужская роль», Джек Николсон, поднимаясь на сцену, сымитировал переступание между щелями плит, подражая своему герою. Актёр посвятил свой третий «Оскар» коллеге по фильму «Несколько хороших парней» Джей Ти Уолшу, умершему 27 февраля 1998 года.

## Саундтрек
| №   | Название                                 | Длительность |
| --- | ---------------------------------------- | ------------ |
| 1.  | «As Good as It Gets»                     | 1:25         |
| 2.  | «A Better Man»                           | 5:35         |
| 3.  | «Humanity»                               | 6:25         |
| 4.  | «Too Much Reality»                       | 6:06         |
| 5.  | «1.2.3.4.5»                              | 3:54         |
| 6.  | «Greatest Woman on Earth»                | 7:48         |
| 7.  | «Everything My Heart Desires»            | 4:00         |
| 8.  | «Under Stars»                            | 3:19         |
| 9.  | «My Only»                                | 1:47         |
| 10. | «For Sentimental Reasons (I Love You)»   | 3:05         |
| 11. | «Hand on My Heart»                       | 3:44         |
| 12. | «Climb on (A Back That's Strong)»        | 4:14         |
| 13. | «Always Look on the Bright Side of Life» | 2:39         |

## Отзывы
Фильм был положительно воспринят большинством кинокритиков, что подтвердили номинации на такие престижные кинонаграды, как «Оскар» и «Золотой глобус». На сайте Rotten Tomatoes рейтинг фильма, составленный на основе рецензий профессиональных критиков, составляет 88 %. Сайт Metacritic дал фильму 67 %, отмечая, что рецензии были неоднозначными. Кинокритик газеты Chicago Reader Джонатан Розенбаум высказался следующим образом:

Режиссёр картины Джеймс Брукс каким-то образом управляет персонажами, заставляет их бороться между собой. Всё это вперемешку со смешным, тяжелым, прекрасным и справедливым триумфом для основных героев.

Впрочем, оценка не всех критиков была похвальной. Роджер Эберт дал фильму три звезды из четырёх, подметив, что «в картине существует некий компромисс: она вызывает улыбку, но не делает этого легко». При этом Эберт оценил хорошие диалоги и актёрскую игру. Кинокритик The Washington Post Дессон Хоу дал в целом отрицательный отзыв о фильме, написав следующее:

Фильм буквально увязает в сентиментальности, да ещё и всяческие действия картины протекают чересчур быстро.

## Награды и номинации
| Награда            | Категория                                     | Лауреаты и номинанты                      | Результат |
| ------------------ | --------------------------------------------- | ----------------------------------------- | --------- |
| Оскар              | Лучшая мужская роль                           | Джек Николсон                             | Победа    |
| Оскар              | Лучшая женская роль                           | Хелен Хант                                | Победа    |
| Оскар              | Лучшая мужская роль второго плана             | Грег Киннир                               | Номинация |
| Оскар              | Лучший монтаж                                 | Ричард Маркс                              | Номинация |
| Оскар              | Лучший фильм                                  | Джеймс Брукс, Бриджит Джонсон и Кристи Зи | Номинация |
| Оскар              | Лучшая музыка                                 | Ханс Циммер                               | Номинация |
| Оскар              | Лучший оригинальный сценарий                  | Марк Эндрюс и Джеймс Брукс                | Номинация |
| ALMA               | Лучшая актриса                                | Люпе Онтиверос                            | Номинация |
| Chlotrudis Award   | Лучшая женская роль                           | Хелен Хант                                | Номинация |
| Чешский лев        | Лучший фильм на иностранном языке             | Джеймс Брукс                              | Номинация |
| GLAAD Media Awards | Лучший фильм — ограниченный прокат            | Лучший фильм — ограниченный прокат        | Номинация |
| Золотой глобус     | Лучшая мужская роль — комедия или мюзикл      | Джек Николсон                             | Победа    |
| Золотой глобус     | Лучшая женская роль — комедия или мюзикл      | Хелен Хант                                | Победа    |
| Золотой глобус     | Лучшая мужская роль второго плана — кинофильм | Грег Киннир                               | Номинация |
| Золотой глобус     | Лучшая режиссёрская работа                    | Джеймс Брукс                              | Номинация |
| Золотой глобус     | Лучший фильм — комедия или мюзикл             | Лучший фильм — комедия или мюзикл         | Победа    |
| Золотой глобус     | Лучший сценарий                               | Марк Эндрюс и Джеймс Брукс                | Номинация |
| MTV Movie Awards   | Лучшая женская роль                           | Хелен Хант                                | Победа    |
| Satellite Awards   | Лучшая мужская роль                           | Джек Николсон                             | Победа    |
| Satellite Awards   | Лучшая женская роль                           | Хелен Хант                                | Победа    |
| Satellite Awards   | Лучшая мужская роль второго плана             | Кьюба Гудинг                              | Номинация |
| Satellite Awards   | Лучшая мужская роль второго плана             | Грег Киннир                               | Номинация |
| Satellite Awards   | Лучшая женская роль второго плана             | Ширли Найт                                | Номинация |
| Satellite Awards   | Лучший фильм — комедия или мюзикл             | Джеймс Брукс, Бриджит Джонсон и Кристи Зи | Победа    |

| Гильдия                         | Категория                         | Лауреаты и номинанты                      | Результат |
| ------------------------------- | --------------------------------- | ----------------------------------------- | --------- |
| Гильдия монтажеров США          | Лучший фильм                      | Ричард Маркс                              | Номинация |
| Гильдия кастинга США            | Лучший кастинг — комедия          | Фрэнсин Мэйслер                           | Номинация |
| Гильдия режиссёров США          | Лучшая режиссёрская работа        | Джеймс Брукс                              | Номинация |
| Гильдия звуковых монтажеров США | Лучший звуковой монтаж            | Лучший звуковой монтаж                    | Номинация |
| Гильдия продюсеров США          | Лучшие продюсеры                  | Джеймс Брукс, Бриджит Джонсон и Кристи Зи | Номинация |
| Премия Гильдии киноактёров США  | Лучшая мужская роль               | Джек Николсон                             | Победа    |
| Премия Гильдии киноактёров США  | Лучшая мужская роль второго плана | Грег Киннир                               | Номинация |
| Премия Гильдии киноактёров США  | Лучшая женская роль               | Хелен Хант                                | Победа    |
| Премия Гильдии сценаристов США  | Лучший сценарий                   | Марк Эндрюс и Джеймс Брукс                | Победа    |